# الضالع (إب)

تعديل مصدري - تعديل

الضالع محلة تابعة لقرية السر، التابعة لعزلة الروس بمديرية إب إحدى مديريات محافظة إب في الجمهورية اليمنية.، بلغ تعداد سكانها 62 حسب تعداد اليمن لعام 2004.